# Pilotwings
Pilotwings ist eine Videospiel-Reihe von Nintendo, in der bisher die Spiele Pilotwings für SNES, Pilotwings 64 für Nintendo 64 und Pilotwings Resort für Nintendo 3DS erschienen. Zudem wurde die SNES-Version für die Virtual Console der Wii und der Wii U veröffentlicht. Zusätzlich gibt es das Spiel auch mit dem Abonnement von Nintendo Switch Online.

## Spielprinzip
Der Spieler muss eine Reihe Missionen absolvieren, während er in verschiedenen Flugvehikeln sitzt. Beispielsweise müssen Ziele auf dem Boden innerhalb eines Zeitlimits zerstört werden, oder es wird verlangt, dass der Spieler durch eine bestimmte Anzahl von Ringen fliegt. Nach jeder Mission wird der Spieler mit Kriterien wie Zeit, Schaden, Treibstoffverbrauch oder Landevermögen bewertet.

## Pilotwings
Pilotwings ist bekannt für die Verwendung der Mode-7-Technologie, welche es durch verschiedene Effekte möglich macht, die Umgebung dreidimensional erscheinen zu lassen. Da das Spiel keinen Gebrauch einer echten 3D-Technologie macht, sind sämtliche Gebäude und Bäume flach auf dem Boden „aufgemalt“ und scheinen, wenn der Spieler sich weit genug am Himmel befindet, herauszustechen.
Das Landen auf beweglichen Plattformen wird mit Bonusmissionen belohnt. Hier muss beispielsweise ein Pinguin in ein Wasserbecken manövriert werden, oder der Spieler soll einen geflügelten Mann über mehrere Trampoline bewegen.

### Fluggeräte
- Doppeldecker
- Rocket Belt
- Hängegleiter
- Fallschirm
- Gyrocopter
- Kanone

## Pilotwings 64
Pilotwings 64 legt großen Wert auf das Erforschen. Es sind viele kleine Details in der Landschaft zu finden, beispielsweise das Ungeheuer von Loch Ness oder der Mount Rushmore, in welchem Super Mario verewigt wurde. Das Spiel besteht aus 4 Inseln. Eine Insel ist eine Miniaturversion der 48 Festland-Bundesstaaten der Vereinigten Staaten.

### Fluggeräte
- Gyrocopter
- Rocket Belt
- Hängegleiter
- Fallschirm
- Kanone
- Sprungstiefel
- Birdman

## Pilotwings Resort
Im April 2011 erschien Pilotwings Resort für Nintendo 3DS. Entwickler war Monster Games. Pilotwings Resort verwendete den Schauplatz Wuhu Island, welcher erstmals in Wii Fit und anschließend Wii Sports Resort sowie weiteren Spielen verwendet wurde. Das Spiel verfügt über zwei Hauptspielmodi. Im Freiflug-Modus kann die Spielwelt, Wuhu Island, mit verschiedenen freigeschalteten Fluggeräten frei erkundet werden. Im Missionsmodus kann der Spieler eine Reihe von Aufgaben unter festgelegten Bedingungen absolvieren, beispielsweise das Durchfliegen von Ringen, das Abschießen von Zielscheiben oder das Landen von Fluggeräten. Pilotwings Resort hat international mittelmäßige Wertungen erhalten. Die Rezensionsdatenbank Metacritic aggregiert beispielsweise 64 Rezensionen zu einem Gesamtwert von 71.

### Fluggeräte
(Quelle: )
- Propellerflugzeug
- Düsenjet
- Hängegleiter
- Raketengurt